# 乔庄镇 (青川县)
乔庄镇，是中华人民共和国四川省广元市青川县下辖的一个乡镇级行政单位。2019年12月，撤销黄坪乡、瓦砾乡、孔溪乡和大坝乡，将其所属行政区域划归乔庄镇管辖，乔庄镇人民政府驻小南街58号。 

## 行政区划
乔庄镇下辖以下地区：
胜利社区、民主社区、新华社区、回龙村社区村、张家村、石元村、大沟村、茶树村和城郊村。